# 富田村 (和歌山県)
富田村（とんだむら）は、和歌山県西牟婁郡にあった村。現在の白浜町の北西部、富田川の河口右岸、国道42号の沿線にあたる。

## 地理
- 海洋：太平洋
- 島嶼：離島、大赤島、ほうらい島
- 岬：メズロノ鼻、袋崎、佐兵衛ノ鼻、見草崎、黒崎、烽火ノ鼻、番所崎、仏崎
- 山岳：城ノ森山、行徳山、近塔山、やはす山、塩津山
- 河川：富田川、庄川

## 歴史
- 1956年（昭和31年）9月30日 - 東富田村及び北富田村が合併して、富田村が発足する。
- 1958年（昭和33年）7月1日 - 富田村は、白浜町に編入される。

## 交通

### 鉄道路線
- 日本国有鉄道
  - 紀勢西線（現・紀勢本線）
    - 紀伊椿駅（現・椿駅）

### 道路
- 国道170号（現・国道42号）

## 名所・旧跡・観光スポット・祭事・催事
- 椿温泉